# 住宅都市開発省報告書
住宅都市開発省報告書（じゅうたくとしかいはつしょうほうこくしょ）は、アメリカ合衆国住宅都市開発省によって刊行される報告書。

## 概要
アメリカ合衆国の住宅、都市、交通に関する報告書で提言はアメリカ国内のみならず各国の住宅都市交通政策に影響を及ぼす。言語は英語だけではなく、一部の報告書はヒスパニック系を対象にスペイン語でも記述される。
各地域や人種間の所得格差等にも踏み込んだ内容が記述される。